# Chelsea Manufacturing Company (New Jersey)
Chelsea Manufacturing Company war ein US-amerikanischer Hersteller von Automobilen aus New Jersey.

## Unternehmensgeschichte
Das Unternehmen wurde 1914 in Newark gegründet. Im Frühling desselben Jahres begann die Produktion von Automobilen. Der Markenname lautete Chelsea. Pläne beliefen sich auf 500 Fahrzeuge jährlich. Im September 1914 wurde ein Fahrzeug für eine Wettfahrt gemeldet. Noch 1914 endete die Produktion.
Es bestand keine Verbindung zur Welch Motor Car Company aus Michigan, die ursprünglich als Chelsea Manufacturing Company gegründet wurde.

## Fahrzeuge
Das einzige Modell wurde als Cyclecar bezeichnet, obwohl es die Kriterien nicht erfüllt. Ein wassergekühlter Vierzylindermotor mit 12 PS Leistung trieb über ein gewöhnliches Getriebe und eine Kardanwelle die Hinterachse an. Das Fahrgestell hatte 259 cm Radstand und 142 cm Spurweite. Ein Roadster in Form eines Torpedo bot Platz für zwei Personen nebeneinander.